# Ziemia (ekonomia)
Ziemia – jeden z czynników produkcji. Do ziemi zaliczamy przestrzeń fizyczną i surowce naturalne, które nie są efektem świadomej działalności człowieka. Kiedy surowce naturalne (np. ropa czy gaz) dzięki działalności człowieka są wydobywane spod powierzchni ziemi i przesyłane do dalszego użycia, to stają się dobrami kapitałowymi.
Przede wszystkim ziemia wykorzystywana rolniczo jest źródłem renty pierwotnej w gospodarstwach i przedsiębiorstwach rolnych. Odgrywa tam podwójną rolę, jest miejscem produkcji i jednocześnie czynnikiem produkcji.
Cechy szczególne ziemi:
- nieruchomość, czyli stałość położenia i brak możliwości swobodnego przemieszczania ziemi w miejsce bardziej dogodne do gospodarowania,
- niepomnażalność (niepowiększalność). W sytuacji braku możliwości powiększenia obszarów użytkowania rolniczego jedyną drogą pomnażania zysku jest zwiększenie stopnia wykorzystania sił biologicznych ziemi,
- niezniszczalność polegająca na tym, że przy prowadzeniu racjonalnej działalności rolniczej ziemia nie zużywa się, a nawet może następować zwiększanie jej wartości produkcyjnej,
- przestrzenny charakter wymuszający przystosowanie maszyn do ruchomego procesu pracy.

Czynniki wpływające na wydajność produkcyjno-ekonomiczną rejonu lub konkretnego gospodarstwa rolnego:
- klimat i miejscowy agroklimat,
- jakość i przydatność rolnicza gleby (zob.: bonitacja oraz systematyka gleb),
- stosunki wodne,
- rzeźba terenu.

Ziemia w przedsiębiorstwie rolniczym jest czynnikiem produkcji, który ma własną zdolność produkcyjną, noszącą nazwę żyzności naturalnej. Rzeczywista wydajność z jednostki powierzchni gleby jest nazywana urodzajnością. Zależy ona od żyzności gleby, ale w znacznej mierze od czynników środowiska (na Syberii ziemia może być bardzo żyzna, ale mimo to jej urodzajność ze względu na klimat będzie minimalna), a także od działalności człowieka, który stosując prawidłową agrotechnikę i rodzaj działalności może ją znacznie powiększyć. I przeciwnie, błędy w technologii użytkowania, zwłaszcza dotyczące płodozmianu, mogą spowodować zmęczenie gleby, przejawiające się spadkiem plonów z powodu jednostronnego wyczerpania gleby ze składników pokarmowych oraz wzrostu występowania agrofagów.
Posiadanie ziemi przez wieki było podstawą dobrobytu i źródłem przywilejów społecznych. Stąd bierze się emocjonalne przywiązanie do ziemi zwanej ojcowizną, a w szerszym ujęciu ojczyzną. Konflikty o ziemię są jedną z najważniejszych przyczyn wojen. Ziemia zgromadzona w rękach niewielkiej liczby właścicieli, jest zwykle podstawą wyzysku i upośledzenia ekonomicznego pozostałych członków społeczeństwa. Sytuacja taka jest zwykle źródłem poważnych napięć społecznych. Ich rozwiązaniem jest przeprowadzenie przez państwo reformy rolnej. Ziemia odbierana jest właścicielom ziemskim i przekazywana jej użytkownikom. Zgodnie z Powszechna Deklaracja Praw Człowieka osoby tracące grunty powinny otrzymać za nie odszkodowanie.
Ilość ziemi jest stała, więc jej cenę w normalnych warunkach stabilnego państwa reguluje popyt i podaż oraz specjalne regulacje prawne (np. pewne warstwy społeczne, obcokrajowcy mogą być objęci zakazem posiadania ziemi). W Unii Europejskiej istnieje wolność obrotu ziemią. Każdy obywatel UE może kupić dowolny grunt leżący w jej granicach, niezależnie od swojej narodowości. Ziemia jako źródło dochodu podlega opodatkowaniu w cyklu rocznym zwanemu podatkiem rolnym a jeśli znajdują się na niej zabudowania podatkiem od nieruchomości (jest to jakby kara za wyłączenie ziemi z produkcji rolnej, mająca racjonalizować budownictwo). Podstawą wyznaczania podatku gruntowego jest urodzajność gleby wyznaczana na podstawie jej klasy bonitacyjnej.